# Tina Lechner
Pour les articles homonymes, voir Lechner.
Tina Lechner, née en 1981 à Sankt Pölten, est une photographe autrichienne.

## Biographie
De 2007 à 2013, elle étudie l'art et la photographie à l'Académie des Beaux-Arts de Vienne. Elle travaille la photographie argentique en noir et blanc. Le corps féminin est le point de départ de son travail. Elle recouvre ses sujets d'éléments qu'elle fabrique donnant au corps féminin, un aspect futuriste, froid, inanimé. Elle s'inspire des mouvements d'avant-garde et futuristes.

## Expositions
- Tina Lechner, Galerie Hubert Winter, Vienne, 2016[4]
- The other body, Galerie Moebius, Bucarest, 2019[3]
- Tina Lechner, Stör-Haus, Sankt Pölten, 2020[5]
- Body is reality, Cité de l'image, Clervaux, 2023[1]